# Гезелер, Готлиб фон
Граф Готлиб Фердинанд Альберт Алексис фон Гезелер (нем. Gottlieb Ferdinand Albert Alexis von Haeseler, 1836 — 1919) — прусский генерал-фельдмаршал, губернатор Меца, организатор бойскаутского движения в Германии.

## Биография
Готлиб фон Гезелер родился 19 января 1836 года в Потсдаме. Образование получил в Берлинском кадетском корпусе и в 1846 году вступил на военную службу младшим лейтенантом в 3-й Цитенский гусарский полк.
В 1859 произведён в лейтенанты и в следующем году назначен адъютантом принца Фридриха Карла Прусского в штаб 3-го армейского корпуса. Затем состоял в 5-й кавалерийской бригаде.
При объявлении мобилизации в 1863 году по случаю войны с Данией, Гезелер в декабре этого года был назначен адъютантом в щтаб 1-го сводного армейского корпуса и принял участие в кампании в Шлезвиг-Гольштейне. 18 апреля 1864 года он отличился при штурме Дюппельских укреплений и 18 июня был произведён в капитаны с переводом в Главный штаб Действующей армии.
По окончании войны Готлиб фон Гезелер был переведён в Генеральный штаб в Берлине. При открытии кампании 1866 года против Австрии Гезелер был зачислен в штаб 1-й армии принца Фридриха Карла.
После заключения мира Гезелер получил в командование эскадрон в 15-м гусарском полку, а в 1867 году с производством в майоры был переведён в штаб 8-го армейского корпуса, в следующем году переведён в штаб 3-го армейского корпуса.
В 1870 году состоял на должности офицера Генерального штаба 2-й армии принца Фридриха Карла и сражался против французов. При осаде Меца Гезелер был тяжело ранен, за отличия был награждён орденом Pour le Mérite и Железным крестом 1-го и 2-го классов.
Летом 1871 года Гезелер был назначен помощником начальника оккупационных войск во Франции генерала Мантейфеля. В 1873 году произведён в подполковники и назначен командиром 11-го уланского полка, в 1875 году получил чин полковника.
В 1876 году Готлиб фон Гезелер был членом комиссии по разработке строевого кавалерийского устава, в 1877 году командирован в Австрию в качестве прусского военного наблюдателя на больших летних манёврах австрийских войск.
С 1879 года Гезелер вновь служил в Генеральном штабе, где возглавлял Военно-исторический отдел, но в следующем году был назначен командующим 12-й кавалерийской бригады в Нейсе, в 1881 году с производством в генерал-майоры был утверждён в этой должности. С 1883 года командовал 31-й кавалерийской бригадой в Страсбурге. В больших манёврах 1886 года Гезелер успешно командовал сводной кавалерийской дивизией 15-го армейского корпуса. За это отличие он был произведён в генерал-лейтенанты и назначен начальником 20-й дивизии в Ганновере, а в следующем году получил в командование 6-ю дивизию в Бранденбурге.
В 1889 году Гезелер был назначен генерал-квартирмейстером Генерального штаба, в 1890 году был произведён в генералы от кавалерии и с этого времени командовал 16-м (Лотарингским) армейским корпусом и являлся губернатором Меца.
В 1903 году Гезелер вышел в отставку и был избран членом Палаты господ, в январе 1905 года произведён в генерал-фельдмаршалы.
Гезелер был одним из организаторов движения бойскаутов в Германии, поскольку считал что эти занятия весьма повышают подготовку молодёжи к службе в армии.
Во время Первой мировой войны Гезелер изредка выезжал на фронт в качестве инспектора войск.
Граф Готлиб Фердинанд Альберт Алексис фон Гезелер скончался 25 октября 1919 года в имении Гарнекоп под Вризеном.
Начальник штаба прусского гвардейского корпуса генерал от инфантерии Дитрих фон Гюльзен-Гезелер был его двоюродным братом.

## Награды
Среди прочих наград Гезелер имел ордена:
- Pour le Mérite (19 января 1873 года)[3]
- Крест Великого командора королевского ордена Дома Гогенцоллернов
- Железный крест 1-го и 2-го классов (1870 год)
- Орден Короны 4-й степени с мечами (1864)
- Орден Короны 3-й степени с мечами (1866)
- Орден Короны 2-й степени с мечами на кольце (20 сентября 1876)[4]
- Орден Короны 1-й степени с мечами
- Орден Красного орла 4-го класса; мечи к ордену (1864)[5]
- Орден Красного орла 3-го класса с бантом и мечами на кольце (19 сентября 1873)
- Орден Красного орла 2-го класса с дубовыми листьями и мечами на кольце (22 марта 1881)[6]; звезда к ордену с  мечами на кольце (13 сентября 1882)[7]
- Орден Красного орла 1-го класса с дубовыми листьями и мечами на кольце (18 января 1891)[8]
- Орден Красного орла большой крест с дубовыми листьями и мечами на кольце (8 сентября 1893)[9]
- Орден Чёрного орла с бриллиантами и цепью[10]